# كلية السياحة والفنادق (جامعة حلوان)
كلية السياحة والفنادق جامعة حلوان تم إنشاؤها عام 1975م وتعد أعرق كلية في هذا التخصص في منطقة الشرق الأوسط.

## تاريخ
في عام 1967 أسست وزارة التربية والتعليم في مصر معهدان عاليان أحدهما للسياحة بأسم (المعهد العالى للسياحة) والآخر للإدارة الفندقية بأسم (المعهد العالى للفنادق). في عام 1975 اندمج المعهدان في كلية واحدة باسم كلية السياحة والفنادق تابعة لجامعة حلوان، بها  ثلاثة أقسام علمية هى: الدراسات السياحية، وإدارة الفنادق، والإرشاد السياحي.

## العمداء
- محمد فؤاد عمر 3/9/1968 - 1/7/1975  (عميد المعهد العالى للسياحة).[2]
- سنية عبد الحميد احمد 3/9/1968 -  31/7/1975 (فترة أولى)، 1/8/1975- 3/9/1978 (فترة ثانية)(عميد المعهد العالى للفنادق)
- محي الدين عبد اللطيف ابراهيم 12/10/1987- 11/10/1984 (عميد كلية السياحة والفنادق)
- أحمد نورالدين الياس 16/10/1984- 15/10/1990
- حازم احمد عطية الله  13/6/1993 - 12/6/1999
- على عمر على عبدالله  10/8/1996 - 9/8/2002
- ضحى محمود مصطفى 10/8/2002- 31/7/2005
- على عمر على عبد الله 1/8/2005- 6/8/2010
- ماجد محمد فهمى نجم 7/8/2010 - 15/2/2012
- حسام محمد كمال الرفاعي 18/3/2012